# Herman Amberg
Herman Amberg, född 22 december 1834 i Köpenhamn, död där 12 april 1902, var en dansk musiker.
Amberg var lärjunge till Johan Peter Emilius Hartmann och Anton Rée. År 1855 bosatte han sig i Viborg som musiklärare och verkade även som sånglärare vid latinskolan i 25 år. År 1868 blev han organist vid Viborgs domkyrka och 1892 utnämnd till professor. Av kompositioner utgav han tre sånger för en stämma med piano, 24 korta orgelpreludier samt Ledetraad ved den første Børneundervisning i Klaverspil.